# Rupprecht von Vegesack
Ernst Rupprecht von Vegesack (* 28. Mai 1917 in Dorpat; † 14. Juli 1976 in Maasholm) war ein deutschbaltischer Maler und Graphiker.

## Leben und Wirken
Er wurde in Estland geboren und lebte später in Deutschland, wo er ein Schüler von Willi Maillard und Willy Jaeckel wurde. Nachdem er sich 1935 längere Zeit in der Schweiz aufhielt, studierte er zunächst an der Universität Greifswald und wechselte später nach Rostock und zuletzt nach Berlin. In der Zeit des Nationalsozialismus war er Mitglied der Reichskammer der bildenden Künste. 1944 zeigte er auf der Großen Deutschen Kunstausstellung die beiden Radierungen Die Jaltabucht, Krim und Der Elbrus, Kaukasus. Es ist begründet anzunehmen, dass er diese als Angehöriger der Wehrmacht in der annektierten Sowjetunion angefertigt hatte.
Ab 1941 lebte Vegesack in Pirna. 1951 verließ er die DDR und ließ sich in der Bundesrepublik Deutschland nieder, wo er als freischaffender Maler und Grafiker tätig war und Mitglied des Hamburger Kunstvereins wurde.

## Weitere Ausstellungen (unvollständig)
- 1940: Stralsund, Museum (u. a. mit Elisabeth Büchsel, Franz Höhne und Theodor Schulze-Jasmer)
- 1942: Greifswald, Haus der Heimat („Aquarelle und Graphik von Hiddensee“; mit Ilse Genssen)
- 1943: Dresden, Brühlsche Terrasse („Große Dresdner Kunstausstellung“)
- 1946: Dohna, Gasthof Müglitztal („1. Kunstausstellung“)
- 1947: Pirna, Haus der Jugend („1. Kunstausstellung des Kreises Pirna“)
- 1947: Freiberg, Stadt- und Bergbaumuseum („2. Ausstellung Erzgebirgischer Künstler“)[2]
- 1947/1948: Freiberg, Stadt- und Bergbaumuseum (Malerei und Graphik; mit Alexander Neroslow, Martin Ritter und Hans Weiß-Aue)
- 1948: Freiberg, Stadt- und Bergbaumuseum („3. Ausstellung Erzgebirgischer Künstler“)[3]